# Plagiothecium muellerianum
Plagiothecium muellerianum là một loài rêu trong họ Plagiotheciaceae. Loài này được Schimp. mô tả khoa học đầu tiên năm 1860.